# Вадим (фильм, 1910)
«Вади́м» — российский немой фильм 1910 года режиссёра Петра Чардынина. Снят на основе одноимённого неоконченного исторического романа юношеского периода творчества М. Ю. Лермонтова. Иногда демонстрировался под названиями «Повесть из времён Пугачёва» и «Боярин Палицын». Премьера состоялась 2 октября 1910 года.

## Сюжет
События фильма происходят в период Крестьянской войны 1773—1775 годов. 
Когда-то помещик Палицын (Чардынин) после долгих судебных разбирательств разорил своего соседа, оставив сиротами детей — горбатого юношу Вадима (Сперанский) и трёхлетнюю Ольгу. Девочку Палицын берёт в воспитанницы, юноша же клянётся отомстить обидчику и покидает эти края.
Проходит несколько лет. Ольга (Гончарова) становится красавицей и объектом вожделения пожилого Палицына. Приходит час мести. Вернувшийся и неузнанный Вадим поступает к боярину в холопы. Вскоре он открывает Ольге правду о настоящей семье. Девушка соглашается помогать Вадиму. Тем временем в имение возвращается младший Палицын — сын Юрий. Ольга влюбляется в молодого помещика и отказывается помогать родному брату. Окончательно озлобленный Вадим решает покончить со всей ненавистной семьёй. Он уходит в стан Пугачёва и предлагает его казакам напасть на имение Палицына. В результате нападения погибает жена помещика, но сам он избегает смерти, будучи на охоте. Юрий, ставший свидетелем нападения, разыскивает отца и сообщает ему о случившемся. Крестьянка обещает спрятать Палицына. Сам же Юрий хочет увезти Ольгу, спрятанную в бане. По дороге он встречает своего верного пожилого слугу, который предлагает Юрию помощь. Слуга идёт сообщить Ольге, что её ждёт Юрий, однако Вадим, караулящий у бани в надежде расквитаться с Юрием, убивает слугу. Поняв, что он случайно убил другого человека, Вадим начинает рыдать. Ольга же незаметно скрывается и встречается с Юрием.

## В ролях
- Пётр Чардынин —  боярин Палицын
- Александра Гончарова — Ольга, воспитанница Палицына
- Андрей Громов — Юрий, сын Палицына
- Н. Сперанский — Вадим, брат Ольги
- Павел Бирюков — Федосеич

## Художественные особенности
Литературовед Валентина Рогова на основе изученных архивных источников заключает, что картина полна искреннего сочувствия и к лиходеям, и к их жертвам. Возможно, что именно в этом её нравственная сила. В картине, как и в повести, доминирует философский принцип «двойного сострадания» Фридриха Шиллера. Протагонист даже с помощью разбойников не смог отомстить Палицыну за смерть отца и разорение наследного имения. Его удел — духовное одиночество. Ослеплённый жестокостью, Вадим потерял последнюю надежду на человеческое счастье: от него, кривобокого горбуна, отвернулась даже родная сестра. «Чуда не произошло. Лермонтов пророчески следовал исторической правде, Чардынин — духу его произведения».

## Критика
Пресса начала XX века была полна восторженными рецензиями.
- Издаваемый Робертом Перским «Кинежурнал» («Живая фотография») писал: «Картина удалась на славу. Выполнена она во всех отношениях блестяще. Техническая часть не оставляет желать ничего лучшего. Декорации почти нет — всё разыграно на природе»[2].
- Главный орган русской киножурналистики «Сине-фоно» Самуила Лурье констатировал: «Фильм произвёл огромное впечатление тем, что далеко опередил все предыдущие постановки, блеснув некоторыми прямо-таки эффектными, в смысле перспективы, местами. Эта картина далеко оставляет за собой всё, созданное нами до сего времени»[3].
- В условиях крайней скорости съёмочного процесса раннего кино, Пётр Чардынин совершил творческий прорыв — не допустил никакой трафаретности. «Выступив в трёх ипостасях: сценариста, режиссёра и в роли боярина Бориса Палицына, он создал лучшую дореволюционную экранизацию лермонтовского произведения»[1][4].